# Arthur Blake
Pour les articles homonymes, voir Blake et Arthur Blake (homonymie).
Arthur Charles Blake, né le 26 janvier 1872 à Boston et mort dans la même ville le 22 octobre 1944, est un athlète américain, médaillé d'argent olympique sur l'épreuve du 1 500 m à Athènes en 1896.

## Biographie
Diplômé d'Harvard en 1893, Arthur Blake est indirectement à l'origine de la participation de certains athlètes de la Boston Athletic Association aux Jeux, lorsque après une victoire dans une compétition locale, il déclara qu'il devrait aller courir le marathon d'Athènes. Un homme d'affaires le remarqua et lui proposa de financer une partie du voyage.
Lors des Jeux olympiques à Athènes, il est le seul athlète américain à s'aligner sur une épreuve de demi-fond. Il s'engage sur la course du 1 500 mètres, dominée en grande partie par le Français Albin Lermusiaux. Dans la ligne droite finale, il le dépasse en compagnie de Teddy Flack. Il termine à la deuxième place à moins d'une seconde de l'Australien avec un temps de 4 min 34 s.
Trois jours plus tard, il participe à l'épreuve du marathon dont il est présenté comme l'un des favoris. À la lutte avec Flack pour la deuxième place alors qu'il essaie de suivre le train soutenu imposé par Lermusiaux qui domine la course, il s'épuise puis abandonne au bout de 23 kilomètres, terrassé par la chaleur.
Résidant à Dedham dans le Massachusetts, il exerce la profession de courtier en assurances. Sur le plan sportif, il se distingue également comme golfeur et navigateur.

## Palmarès

### Jeux olympiques
- Jeux olympiques de 1896 à Athènes
  -  Médaille d'argent sur 1 500 m